# 서성 선생 묘
서성 선생 묘(徐省 先生 墓)는 대한민국 경기도 포천시 설운동에 있는 조선시대 중기의 문신이자 학자인 약봉(藥峰) 서성(1588∼1631) 선생의 묘이다. 1976년 8월 27일 경기도의 기념물 제35호로 지정되었다.

## 개요
조선 중기의 문신이자 학자인 약봉(藥峰) 서성(1588∼1631) 선생의 묘이다. 그의 어머니는 장님이었는데 약현(藥峴)이란 곳에서 술과 약과를 팔아 아들을 공부시켰다고 전해지며, 서성의 호를 약봉이라고 한 것도 약현이라는 지명에서 따 온 것이라고 하며 오늘날의 약주, 약과라는 이름도 이 때 비롯된 것이라 한다.
선조 19년(1586)에 별시문과에 급제하여, 각 도의 관찰사 등을 역임하고 병조판서에 올랐으며 죽은 후에는 영의정으로 벼슬이 높여졌다. 그는 임진왜란이 일어나자 왕을 의주까지 모셨고, 광해군 5년(1613)에는 계축옥사에 연루되어 단양, 원주 등에서 11년간 귀양살이를 했다. 인조반정 후 복직하였으며 이괄의 난과 정묘호란 때 왕을 강화도까지 모시기도 하였다.
그의 묘는 봉분 아래에 둘레석을 높고 둥글게 둘렀고 봉분 앞 좌우에 망주석과 문인석이 있다. 묘역 아래에 신도비(神道碑:왕이나 고관 등의 평생업적을 기리기 위해 무덤 근처 길가에 세운 비)가 있다. 묘역의 담이나 보호석, 봉분 앞의 묘비는 1968년에 후손들이 신축·보수한 것이다.

## 같이 보기
- 서성

## 참고 자료
- 서성 선생 묘 - 국가유산청 국가유산포털